# Stefanie Stappenbeck

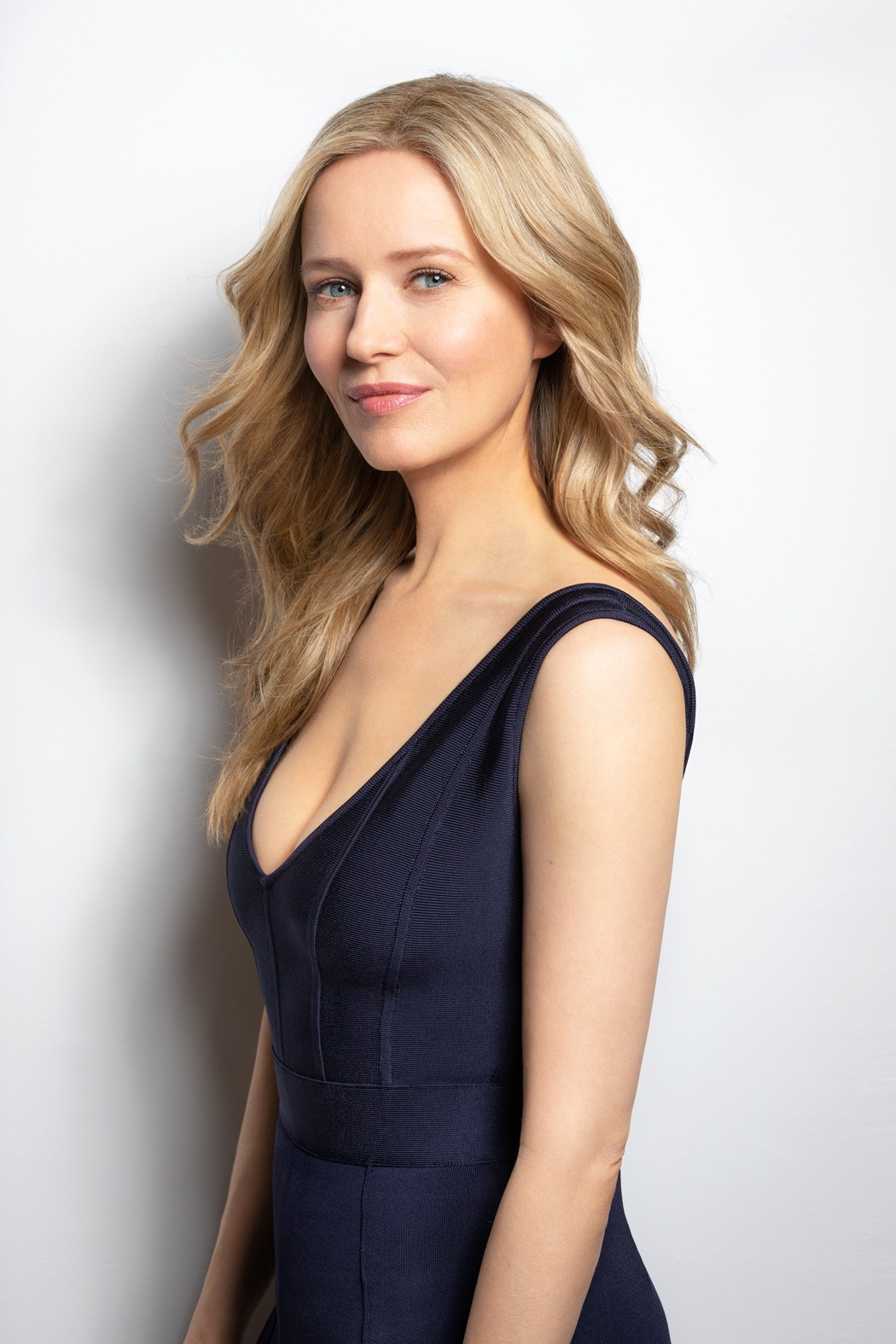
Stefanie Stappenbeck, 2021

Stefanie Stappenbeck (* 11. April 1974 in Potsdam) ist eine deutsche Schauspielerin. Ihren Durchbruch hatte sie 1999 in Margarethe von Trottas Dunkle Tage.

## Privates
Stefanie Stappenbeck ist die Tochter der Soziologin Marlis Stappenbeck und des Theologen Christian Stappenbeck. Sie hat zwei jüngere Schwestern, Ann-Marie und Katalin, und wuchs in Berlin auf. Sie besuchte die Heinrich-Heine-Oberschule in Berlin-Mitte, direkt an der Berliner Mauer.
Stappenbeck lebt in Berlin-Prenzlauer Berg, war von April 2010 bis 2018 mit dem Schlagzeuger Christopher Farr verheiratet und ist Mutter einer Tochter.

## Werdegang

### Frühe Jahre und Theater

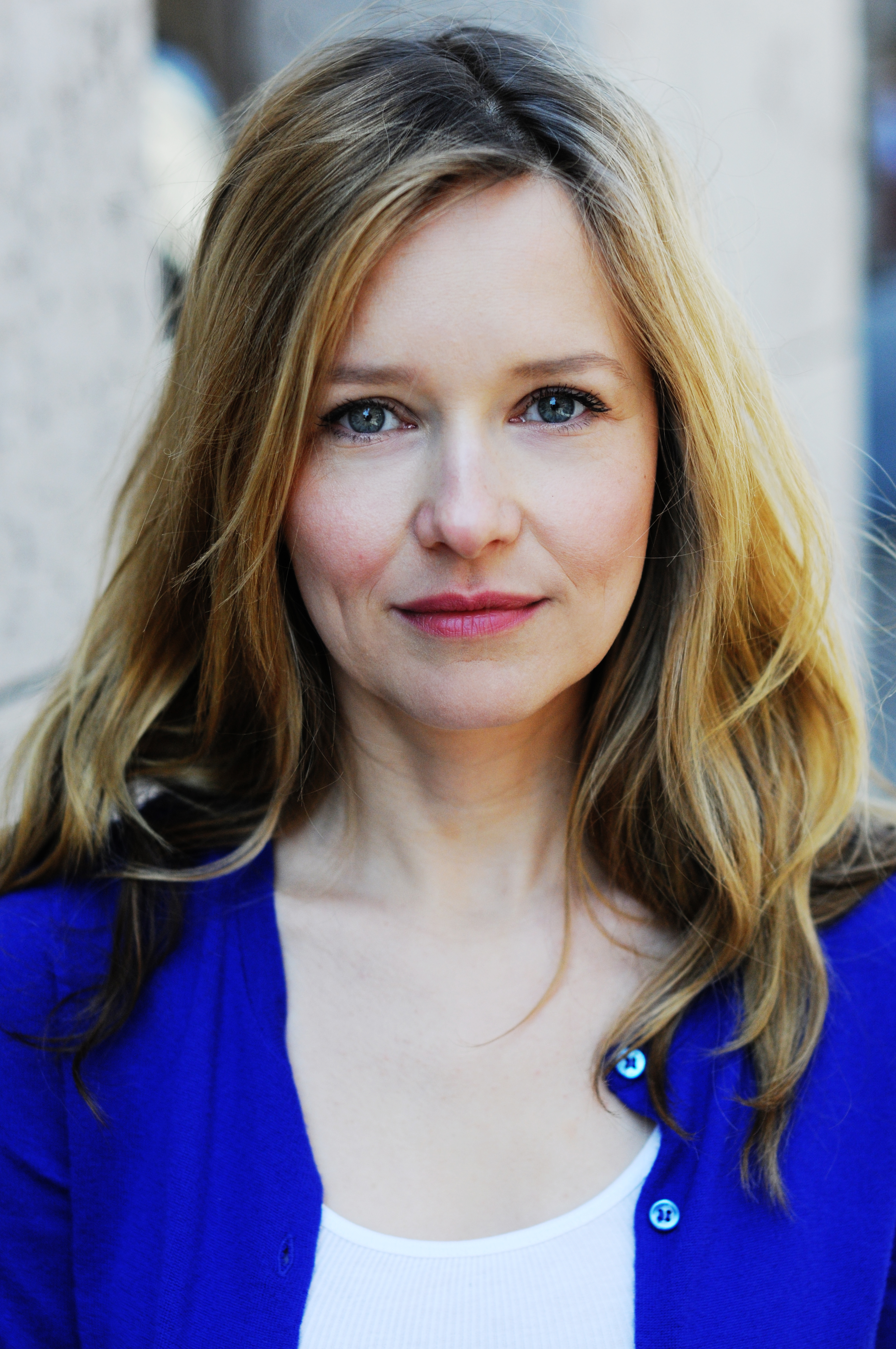
Stefanie Stappenbeck, 2012

Im Alter von elf Jahren wurde Stappenbeck von Talentsuchern des DDR-Fernsehens entdeckt und spielte 1986 in Der Elterntauschladen mit. 1988 spielte sie an der Seite von Barbara Dittus die Anette in dem Kinderfilm Die Weihnachtsgans Auguste ihre erste Hauptrolle. 1990 spielte sie als Jugendliche Ulla in Jörg Foths Spielfilm Biologie! erneut in einer Hauptrolle. In der DEFA-Filmsatire Miraculi von Ulrich Weiß übernahm sie 1992 eine Nebenrolle. Im selben Jahr machte sie ihr Abitur und stand im Alter von 18 Jahren auf der Bühne des Deutschen Theaters in Berlin. Intendant Thomas Langhoff hatte sie auf Empfehlung einer Filmfirma für eine Rolle in Hauptmanns Biberpelz engagiert. Ihre Bewerbung zum Studium an der Hochschule für Schauspielkunst „Ernst Busch“ Berlin wurde dennoch abgelehnt, sodass sie kein Schauspieldiplom erwarb. Stappenbeck spielte außerdem am Berliner Ensemble und an den Hamburger Kammerspielen. In den Jahren 1995 und 1999 wurde sie von Theater heute zur besten Nachwuchsschauspielerin des Jahres nominiert.

### Film und Fernsehen
Seit 1996 sieht man Stappenbeck häufig im Fernsehen, so in einigen Tatort- und Polizeiruf-110-Folgen und in den Serien Siska und Der Alte. Auszeichnungen erhielt sie für die Rolle der Felicitas in Margarethe von Trottas Film Dunkle Tage (1999). 2000 stand sie als Fernsehmoderatorin Victoria Herrmann für Hans-Christoph Blumenberg in dessen Film Deutschlandspiel vor der Kamera und im Jahr darauf als Schriftstellerin Monika Mann in Heinrich Breloers dreiteiligem Dokudrama Die Manns – Ein Jahrhundertroman. 2003 war sie in der Rolle der Yvonne in Dominik Grafs Film Hotte im Paradies zu sehen. Seit 2005 wirkt sie regelmäßig in Filmproduktionen von Til Schweiger mit, u. a. in Barfuss (2005), 1½ Ritter – Auf der Suche nach der hinreißenden Herzelinde (2008), Klassentreffen 1.0 (2018) und Die Hochzeit (2020). Cüneyt Kaya besetzte Stappenbeck 2020 als besorgte Mutter in der ARD-Fernsehproduktion Das Märchen vom goldenen Taler, die auf der Erzählung Geschichte vom goldenen Taler von Hans Fallada beruht.
Ab 2009 war sie neben Jörg Hube als neue Ermittlerin im Polizeiruf 110 des Bayerischen Rundfunks vorgesehen. Vor Hubes Tod im Juni 2009 konnte nur eine gemeinsame Folge abgedreht werden, nach zwei weiteren Folgen ohne Hube verließ Stappenbeck die Reihe wieder. 2012 übernahm sie die Hauptrolle neben Max von Pufendorf in der Sat.1-Arztserie Auf Herz und Nieren. Seit 2012 spielt sie in den vom ZDF produzierten Verfilmungen der Joachim-Vernau-Romane von Elisabeth Herrmann die Rolle der Rechtsanwältin Marie-Luise Hoffmann. Zwischen 2013 und 2016 war sie viermal in der Nebenrolle der Isabella Schoppenroth in den Tatort-Produktionen des Norddeutschen Rundfunks um die Ermittler Tschiller und Gümer zu sehen. Die gleiche Rolle verkörperte sie auch in dem Tatort-Kinofilm Tschiller: Off Duty, der Anfang Februar 2016 in die deutschen Kinos kam. In der ZDF-Fernsehserie Ein starkes Team ist sie seit März 2016 als Nachfolgerin von Maja Maranow an der Seite von Florian Martens als Kommissarin Linett Wachow zu sehen.

## Filmografie (Auswahl)

### Kinofilme
- 1990: Die Mauerbrockenbande
- 1990: Biologie!
- 1991: Tanz auf der Kippe
- 1992: Miraculi
- 1993: Der Kleine und der alte Mann
- 1996: Ein Bernhardiner namens Möpschen
- 1997: Rosenkavalier
- 2003: September
- 2004: Jena Paradies
- 2005: Barfuss
- 2006: Komm näher
- 2006: Vier Töchter
- 2008: Pizza und Marmelade
- 2008: 1½ Ritter – Auf der Suche nach der hinreißenden Herzelinde
- 2013: Liebe und andere Turbulenzen (Girl on a Bicycle)
- 2016: Tschiller: Off Duty
- 2018: Klassentreffen 1.0
- 2020: Die Hochzeit

### Fernsehfilme
- 1986: Der Elterntauschladen
- 1988: Die Weihnachtsgans Auguste
- 1996: Life is Too Short to Dance with Ugly Women (Kurzfilm)
- 1996: Verdammt, er liebt mich
- 1996: Der andere Wolanski
- 1996: King of Evergreen
- 1997: Das Recht auf meiner Seite
- 1998: Die einzige Chance
- 1998: Rot wie das Blut
- 1999: Dunkle Tage
- 1999: Beckmann und Markowski – Gehetzt
- 2000: Ben & Maria – Liebe auf den zweiten Blick
- 2000: Deutschlandspiel
- 2000: 008 – Agent wider Willen
- 2001: Gnadenlose Bräute
- 2001: Die Manns – Ein Jahrhundertroman
- 2002: Hotte im Paradies
- 2003: Betty – Schön wie der Tod
- 2003: Der Aufstand
- 2003: Verkauftes Land
- 2004: Sex & mehr
- 2004: Italiener und andere Süßigkeiten
- 2005: Die letzte Schlacht
- 2005: Das Zimmermädchen
- 2007: Mickey & Marie (Kurzfilm)
- 2007: Nur ein kleines bisschen schwanger
- 2007: Kein Geld der Welt
- 2007: Liebling, wir haben geerbt!
- 2008: Der Mann an ihrer Seite
- 2008: Der Heckenschütze
- 2009: Die Wölfe (Dreiteiler)
- 2010: Liebe deinen Feind
- 2011: Tod am Engelstein
- 2011: Niemand ist eine Insel
- 2011: Die Schäferin
- 2011: Kann denn Liebe Sünde sein?
- 2012: Ein Sommer in den Bergen
- 2012: Auf Herz und Nieren
- 2012: Deckname Luna
- 2012: Sechzehneichen
- 2013: Der Minister
- 2014: Ohne Dich
- 2014: Unter Anklage: Der Fall Harry Wörz
- 2014: Mit Burnout durch den Wald
- 2015: Blauwasserleben
- 2015: Super-Dad
- 2016: Neid ist auch keine Lösung
- 2017: Der Polizist, der Mord und das Kind
- 2017: Der 7. Tag
- 2018: Der Mordanschlag (Zweiteiler)
- 2019: Lautlose Tropfen
- 2020: Das Märchen vom goldenen Taler
- 2020: Für immer Sommer 90
- 2024: Die Bachmanns

### Fernsehserien und -reihen
- 1993: Polizeiruf 110: Tod im Kraftwerk
- 1995: Geheim – oder was?!
- 1996: Tatort: Tod im Jaguar
- 1996: Tatort: Buntes Wasser
- 1998–2007: Siska (verschiedene Rollen, 5 Folgen)
- 1998: Tatort: Engelchen flieg
- 1999: Tatort: Der Duft des Geldes
- 2000–2003: Der Alte (verschiedene Rollen, 3 Folgen)
- 2001: Stahlnetz (Folge Innere Angelegenheiten)
- 2004: Tatort: Eine ehrliche Haut
- 2004: Tatort: Schichtwechsel
- 2006: Unter anderen Umständen: Unter anderen Umständen
- 2008: Ein Fall für zwei (Folge Falsche Fährte)
- 2009: Tatort: Kassensturz
- 2009–2010: Polizeiruf 110 (als Kommissarin Uli Steiger)
  - 2009: Klick gemacht
  - 2010: Die Lücke, die der Teufel lässt
  - 2010: Zapfenstreich
- 2010: Katie Fforde: Eine Liebe in den Highlands
- 2011: SOKO Köln (Folge Transit)
- 2012: Im Alleingang: Die Stunde der Krähen
- seit 2012: Rechtsanwalt Joachim Vernau → siehe Besetzung
- 2013: Im Alleingang – Elemente des Zweifels
- 2013: Tatort: Willkommen in Hamburg
- 2013: SOKO 5113 (Folge Ausgespäht)
- 2014: Der Staatsanwalt (Folge Vaterliebe)
- 2014: Tatort: Kopfgeld
- 2016: Tatort: Der große Schmerz
- 2016: Unter anderen Umständen: Tod eines Stalkers
- seit 2016: Ein starkes Team (als Kommissarin Linett Wachow) → siehe Besetzung
- 2018: Die Toten vom Bodensee – Der Wiederkehrer
- 2018: Tatort: Tiere der Großstadt
- 2019: SCHULD nach Ferdinand von Schirach (Folge Der Freund)
- 2020: Letzte Spur Berlin (Folge Blutsbande)
- 2022: Der Kommissar und die Eifersucht
- 2022: Retoure (3 Folgen)
- 2024: Für immer Sommer – Enthüllungen

## Theater
- 1993: Baal, Berliner Ensemble
- bis 2001: div. Stücke am Deutschen Theater Berlin. 1993: Der Biberpelz
- 2000/01: Hautnah, Hamburger Kammerspiele
- 2003–2005: Die Dreigroschenoper (Rolle: Polly Peachum), St.-Pauli-Theater Hamburg
- 2007: Siegertypen, St.-Pauli-Theater Hamburg
- 2009/10: Arsen und Spitzenhäubchen, St.-Pauli-Theater Hamburg
- 2011/12: Die Dreigroschenoper (Rolle: Polly Peachum), Berliner Ensemble

## Hörspiele (Auswahl)
- 1995: Waldtraut Lewin: Das Geheimnis des persischen Sklaven – Regie: Christoph Dietrich (Kriminalhörspiel – SFB/ORB)
- 2003: Dylan Thomas: Unter dem Milchwald (Lily Smalls) – Bearbeitung und Regie: Götz Fritsch (Original-Hörspiel – MDR)

## Hörbücher
- 2010: Susan Beth Pfeffer: Die Welt, wie wir sie kannten, Silberfisch – Hörbuch Hamburg, ISBN 978-3-86742-065-5
- 2008: Else Ury: Nesthäkchen und ihre Puppen, Der Audio Verlag, Berlin, ISBN 978-3-89813-710-2 (Lesung, 2 CDs, 139 Min.)
- 2011: Nicolas Barreau: Das Lächeln der Frauen, gelesen von Andreas Fröhlich und Stefanie Stappenbeck, OSTERWOLDaudio, Hamburg, ISBN 978-3-86952-146-6
- 2013: Natalia Sanmartin Fenollera: Das Erwachen der Senorita Prim, OSTERWOLDaudio, Hamburg, ISBN 978-3-86952-081-0
- 2015: Cecelia Ahern: Das Jahr, in dem ich Dich traf, Argon Verlag, Berlin, ISBN 978-3-8398-1369-0

## Auszeichnungen

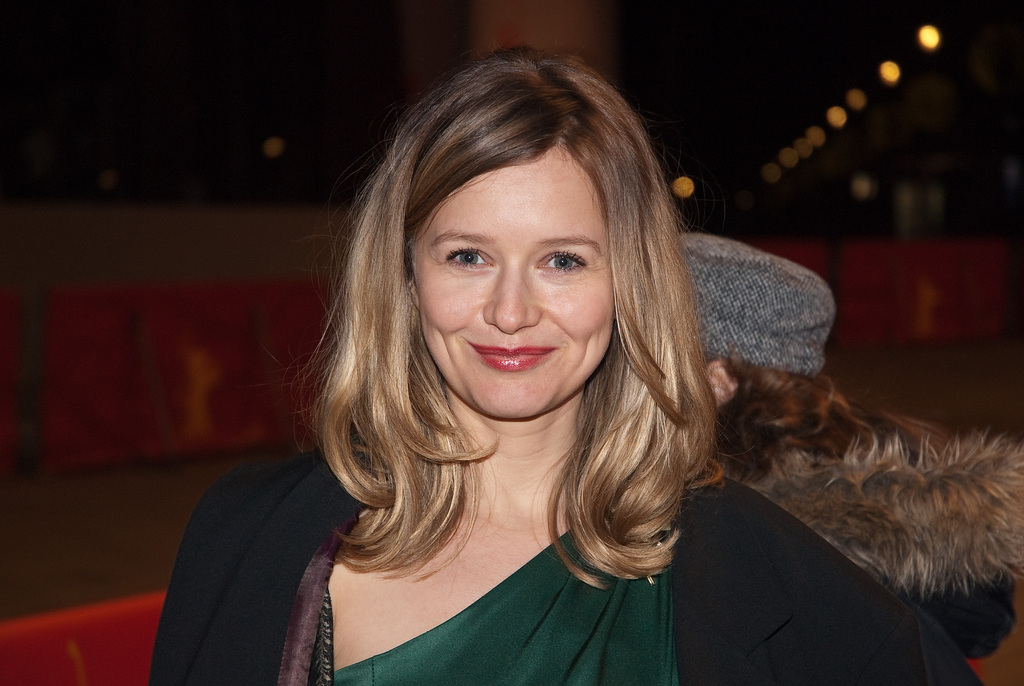
Stefanie Stappenbeck auf der Berlinale 2009

- 1995, 1999: Theater heute, Nominierung zur besten Nachwuchsschauspielerin
- 1999: Deutscher Fernsehpreis, Gewinn des Förderpreises und Nominierung für die beste Nebenrolle in Dunkle Tage
- 1999: Goldene Kamera: Publikumspreis für Dunkle Tage
- 2000: Boy-Gobert-Preis für Hautnah an den Hamburger Kammerspielen
- 2013: Bayerischer Fernsehpreis, Nominierung für Im Alleingang – Elemente des Zweifels